# Hermann Lindrath
Hermann Lindrath, né le 29 juin 1886 à Eisleben et décédé le 27 février 1960 à Manheim, est un homme politique allemand.
Il est membre du Parti populaire allemand (DVP) à la fin de la République de Weimar, puis du Parti Nazi sous le Troisième Reich, avant de rejoindre l'Union chrétienne-démocrate d'Allemagne (CDU) en 1945. C'est sous cette bannière qu'il est, de 1957 à sa mort, le premier ministre fédéral du Patrimoine de la Fédération.

## Éléments personnels

### Formation
Après avoir passé son Abitur en 1914, il participe de manière volontaire à la Première Guerre mondiale, mais est fait prisonnier par les troupes françaises en 1916, n'étant libéré que quatre ans plus tard. Il suit alors une formation professionnelle de banquier et des études supérieures de droit et de sciences économiques. En 1922, il obtient son doctorat de sciences économiques.

### Carrière
Il commence à travailler en 1925 comme professeur d'audit, de droit financier et de comptabilité à l'école de commerce, l'académie administrative et l'université de Halle. Parallèlement, il occupe un emploi de cambiste. Il participe de 1927 à 1930 à la réorganisation des services municipaux, et dirige l'administration fiscale de la ville pendant dix ans à partir de 1929. Il est par ailleurs membre du conseil municipal de 1939 à 1945.
Après la Seconde Guerre mondiale, il occupe brièvement la fonction de responsable des finances de la ville en 1945, puis travaille comme expert-comptable et conseiller fiscal jusqu'en 1951. Régulièrement emprisonné par les soviétiques, il fuit en 1951 en Allemagne de l'Ouest, où il est notamment directeur de département chez Portland-Zementwerke Heidelberg AG et membre du conseil d'administration de Lastenausgleichsbank.

## Parcours politique

### Activité militante
Il adhère au Parti populaire allemand (DVP) en 1928, mais le quitte en 1933 pour rejoindre la Stahlhelm, Bund der Frontsoldaten, une organisation paramilitaire.
Incorporé à la Sturmabteilung (SA) en 1934, il devient membre du Parti national-socialiste des travailleurs allemands (NSDAP) trois ans plus tard.
Il intègre l'Union chrétienne-démocrate d'Allemagne (CDU) à sa création en 1945, et préside jusqu'en 1948 les commissions du parti en Saxe-Anhalt pour la Politique économique, pour les Questions financières, de l'artisanat et des assurances et pour le Commerce et l'Approvisionnement. Il devient vice-président de la fédération de l'arrondissement d'Heidelberg en 1952, et entre en 1956 au comité directeur fédéral de la CDU.

### Activité institutionnelle
Élu député fédéral du Bade-Wurtemberg au Bundestag en 1953, Hermann Lindrath est nommé ministre fédéral du Patrimoine de la Fédération le 29 octobre 1957 dans le cabinet de majorité absolue dirigé par Konrad Adenauer, étant le premier à occuper ce poste, qu'il conservera jusqu'à son décès le 27 février 1960.